# Ангулемский собор
Ангулемский собор (фр. Cathédrale Saint-Pierre d'Angoulême) — католический храм в Ангулеме, кафедральный собор католической епархии.

## История
Первый собор был построен на месте дохристианского святилища в IV веке, но его здание было разрушено, когда город захватил Хлодвиг I после битвы при Вуйе в 507 году.
Второй собор был освящён в 560 году, но через два века он был сожжён норманнами.
Новый собор была освящена лишь в 1017 году, но вскоре было решено, что он слишком мал. Он был расширен и реконструирован в 1108—1128 годах.
Позже собор святого Петра так же подвергался изменениям. Так, одна из колоколен была разрушена во время религиозных войн XVI века.
Во время реставрации под руководством Поля Абади в 1866—1885 годах пристроены две башни с конической крышей.
Сегодня фасад украшает около 70 скульптур. Высота здания — 32 м, радиус купола — 8 м.
Позади собора расположен музей Ангулема, главный музей департамента Шаранта.